# Kloster Santa Maria dell’Arco
Kloster Santa Maria dell’Arco war eine Zisterzienserabtei in Sizilien, Italien. Es lag rund 6 km nördlich von Noto im heutigen Freien Gemeindekonsortium Syrakus.

## Geschichte
Isembardo von Morengia, der Graf von Noto, überließ den Zisterziensern mit Zustimmung des Erzbischofs von Syrakus, Adam, und von Kaiser Friedrich II. im Jahr 1212 vier seiner Feudalgüter, darunter auch das Gut Arco. Die Besiedelung erfolgte durch einen von Kloster Ferraria aus der Filiation der Primarabtei Clairvaux entsandten Konvent. Später fiel das zunächst prosperierende Kloster in Kommende. Das Klostergut wurde im 16. Jahrhundert auf das neu errichtete Bistum Noto übertragen. 1608 mussten die Zisterzienser unter Abt Gaspare Mollica das Kloster verlassen und sich auf die Grangie S. Teodoro zurückziehen, die sich infolge der Ausdehnung der Stadt Noto nunmehr innerhalb dieser befand. Die Stadt Noto wurde 1693 durch ein Erdbeben zerstört und rund 12 km weiter im Südosten wieder aufgebaut. Dort errichteten die Mönche ein neues Kloster unter dem Namen Santa Maria dell’Arco. Die Kirche des neuen Klosters ist von dem Architekten Rosario Gagliardi errichtet worden. Von dem ursprünglichen Kloster sind nur spärliche Ruinen überkommen, während von S. Teodoro noch die Umfassungsmauern erhalten sind. Im 18. Jahrhundert sank die Zahl der Mönche und 1733 bestand nur noch ein Priorat mit acht Mönchen und zwei Konversen. 1789 waren die Mönche ganz verschwunden. Das neue Kloster wurde in der Mitte des 19. Jahrhunderts auf die Diözese Noto übertragen und war zeitweise Sitz des Bischofs und des Seminars. Heute wird es zu Wohnzwecken genutzt.